# Köprü-Talsperre
Die Köprü-Talsperre (türkisch Köprü Barajı) befindet sich im Zentral-Taurus im Norden der südtürkischen Provinz Adana am Göksu, dem linken Quellfluss des Seyhan.
Die Köprü-Talsperre liegt etwa 30 km nordwestlich der Kreisstadt Kozan.
Die Talsperre wurde in den Jahren 2009–2012 errichtet.
Das Absperrbauwerk ist eine Gewichtsstaumauer aus Walzbeton (RCC-Damm).
Die Staumauer hat eine Höhe von 109 m (über Gründungssohle) und besitzt ein Volumen von 1,215 Mio. m³.
Die Kronenlänge beträgt 430 m.
Der Stausee besitzt ein Speichervolumen von 93,2 Mio. m³.
Das Wasserkraftwerk der Köprü-Talsperre verfügt über zwei Francis-Turbinen mit einer Leistung von jeweils 74 Megawatt. Das Regelarbeitsvermögen liegt bei 380 GWh im Jahr.
Flussaufwärts liegt die Menge-Talsperre, flussabwärts befindet sich unterhalb der Vereinigung von Göksu und Zamantı die Kavşak-Bendi-Talsperre im Bau.